# Martin Cejp z Peclinovce
Martin Cejp z Peclinovce (1544 Hradec Králové – 19. srpna 1599 Hradec Králové) byl městský konšel a dlouholetý primas Hradce Králové.
Je považován za zakladatele rodu Cejpů z Peclinovce, neboť dne 15. září 1557 získal přídomek "z Peclinovce".
Narodil se v Hradci Králové. Vystudoval partikulární školu. Bydlel v nárožním domě č. p. 127 na Malém náměstí (tzv. Cejpův dům), který si nechal postavit. V areálu byl také pivovar. Vlastnil i krčmu a zahrady v Malšovicích a dvůr za Katovým mostkem (pod Pražskou branou).
V letech 1566 a 1570 finančně přispěl císaři Maxmiliánovi II. na vedení války proti Turkům.
Velmi intenzivně se podílel na správě města. V letech 1568–1571 byl městským konšelem a následně v letech 1572–⁠1574, 1577–⁠1590 a 1592–⁠1599 (až do smrti) městským primasem (tzv. prvním purkmistrem), tedy nejvyšším představitelem města. Jiné publikace uvádějí, že byl primasem v letech 1572 až 1591. Ve správě města se každopádně pohyboval až do své smrti, tedy 31 let.

## Éra rozvoje kultury
Za éry Martina Cejpa vznikly honosné renesanční stavby, které svěřil zejména Vlachovi Burianovi, Burianovi Gozzimu. Ještě v dobách jeho konšelství se spolupodílel na výstavbě nové budovy partikulární školy (1568–1574) nad jihozápadním parkánem poblíž tzv. Kozinky, v místech pozdější budovy děkanství.
Nejvýznamnější stavbou, která vznikla za jeho primasování, byla Bílá věž (1574–1589), nejvyšší stavba města, která byla postavena s cílem zavěsit zvon Augustin, do roku 2022 druhý největší zvon v Čechách. Stavba vznikla z jeho podnětu a financována byla z darů měšťanů. Značně honosná byla rovněž renesanční část Pražské brány (výstavba od 1583), taktéž od Vlacha Buriana. Do 21. století se ze tří velkolepých staveb dochovala pouze Bílá věž. Za této doby kulturního rozmachu však dostaly novou renesanční fasádu také mnohé měšťanské domy, na hradě byl postaven purkrabský dům. V roce 1568 byl vydlážděn Koňský trh, dnešní Malé náměstí. Jednou měsíčně probíhalo čištění veřejných prostor města. K rychlé renesanční přestavbě města přispělo i to, že město od roku 1568 věnovalo cihly na úpravy renesančních štítů budov.
Město bylo známo svou výstavností, velikostí a počtem obyvatel. V roce 1509 bylo ve vnitřním městě 205 domů, na podměstích dalších 576, celkem tedy 781 domů. Pro srovnání: v roce 1567 měla Plzeň 416 domů a Praha 2918 domů. Význam Kutné Hory se v té době snižoval. Na konci 16. století byl Hradec Králové druhým největším městem v Čechách.
V Cejpově éře se rozvíjela i městská podměstí a vznikaly nové kostely (kostel sv. Jakuba v roce 1580, kostel. sv. Petra v roce 1588). Město se zároveň muselo vypořádat s povodněmi (1591 a 1596) i s požárem (1586). Cejp se zasadil o kvalitu hradeckého školství, když se mu mj. podařilo přesvědčit učence Jana Campana Vodňanského (později vedl i Univerzitu Karlovu), aby v roce 1598 jako rektor vedl gymnázium (latinskou školu).
Byl milovníkem literatury a hudby. Pro město pořídil, resp. spolufinancoval rorátník a kancionály. Jeho podobiznu odkazující na Cejpovo donorství obsahuje rorátník z roku 1585 i nejzdobnější hradecký kancionál – graduál český Matouše Radouše (1585–1604).
V roce 1583 na své náklady nechal u zvonaře Eliáše Stodoly ulít zvon, který daroval kostelu sv. Jana na Kopečku (tehdy kostelu Mistra Jana Husa na vrchu Konstanci) v Třebši, dnes součásti Hradce Králové.
Éra kulturního rozmachu skončila velkou morovou epidemií, při níž zemřel sám Martin Cejp a v regionu od srpna do prosince 1599 dalších 4500 lidí.

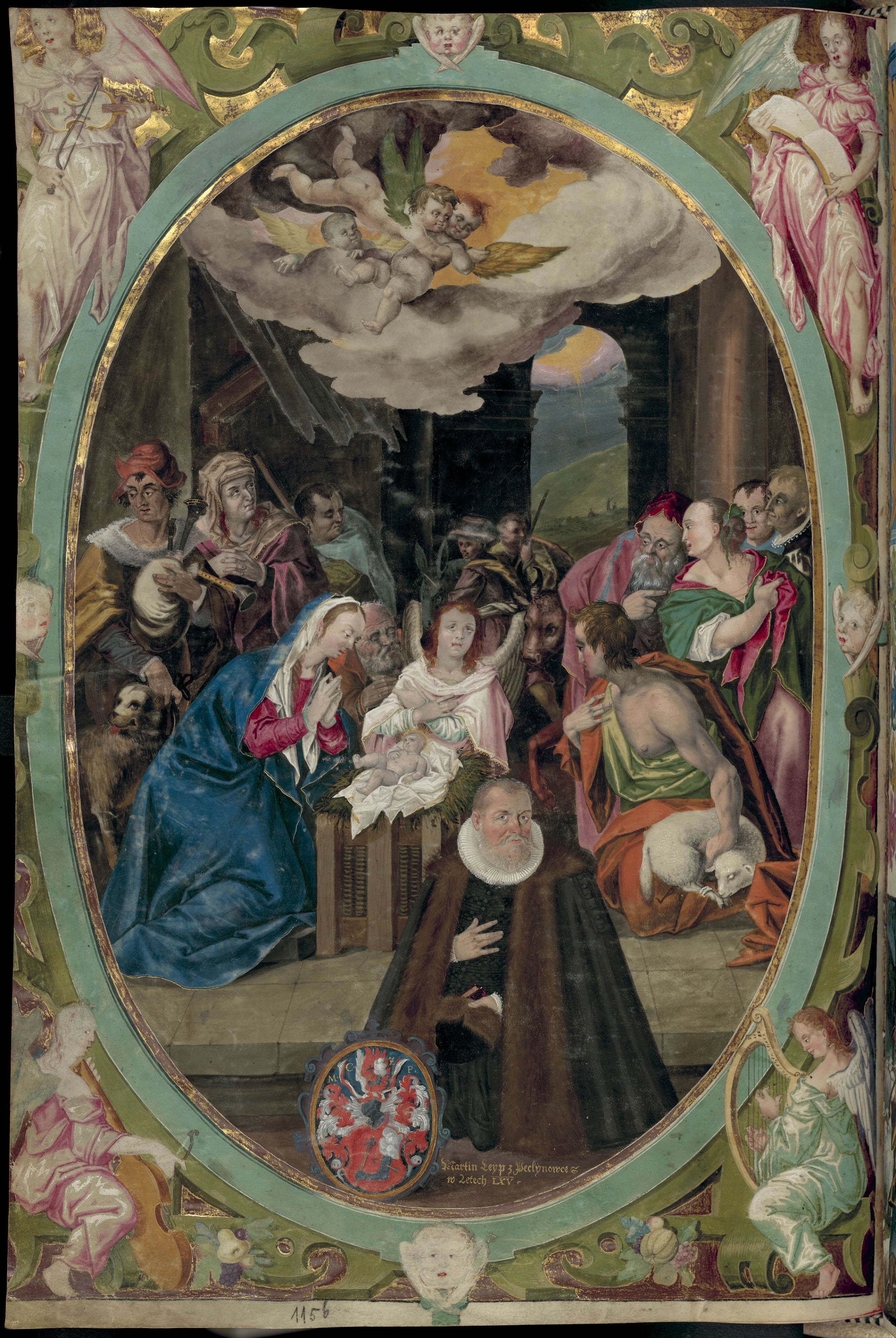
Výjev Klanění pastýřů s donátorem Martinem Cejpem z Peclinovce, Graduál český

## Úmrtí
Zemřel na mor (stejně jako čtyři další konšelé) v rámci epidemie, která ve městě propukla v srpna 1599 a trvala do roku 1600.
Na počet přítele složil po Cejpově smrti Vodňanský žalozpěv ve formě elegické distichon, který končí verši:
Non satis est illi viginti quinque per annos
quod Primas ipsi, quod Patris instar eras.
Non satis in magnis densisque laboribus esse,
bis septem vitae lustra peracta tuae.
Sat vixisti Patriae, sat honoribus accipe caleum
bracchia fac aliqua fessa quiete frui.
Tato vzpomínka vyšla v Praze nákladem Daniela Adama z Veleslavína.
Publikace Šest set let královéhradeckého gymnasia uvádí, že zemřel ve věku 70 let, což vyplývá přímo z žalozpěvu J. C. Vodňanského. To by ovšem odpovídalo narození v roce 1529, nikoliv 1544.
Svou krčmu a zahradu v Malšovicích odkázal své dceři Anně a jejímu manželovi (svému zeti) Danieli Škornicovi Balbínovi z Vorličné.

## Rodina
Jeho otcem byl Petr Ceyp.
Byl třikrát ženatý. Z manželství s první ženou Annou Vodňanskou se narodili tři synové (Jan, Václav a Jindřich, který zemřel 1554 na učení ve Vratislavi) a tři dcery. Ty se provdaly za Daniela Škornice z Vorličné z třetí generace královéhradecké větve (dcera Anna), Václava Jiskru ze Sobince a Jana Hatavuze z Gayru.
Jeho druhá žena Lidmila Hatavuzová z Gayeru mu porodila dva syny – Daniela a Jindřicha.
Jeho třetí manželkou byla Dorota Blatenská, s níž měl dceru Lidmilu a dva syny – Jiřího (Jiříka) a Samuela. Dorota zemřela kolem roku 1614.
O Cejpových dětech se celkově příliš informací nezachovalo, nejvíce jich existuje k nejmladšímu synovi Samuelovi, který se jako jediný dožil vyššího věku. Samuel Cejp z Peclinovce, nazývaný také Levý, zemřel ve 40. letech 17. století/kolem roku 1640. Měl dvě manželky: Ludmilu, dceru Jana Vadase z Karlova, a Lidmilu z Milpachu a Radovic. Sňatkem s druhou manželkou přijal katolické vyznání, díky čemuž mohl také vykonávat městské úřady. V roce 1631 vlastnil otcovský dům a v roce 1637 víme o tom, že byl hradeckým radním.

## Další generace rodu
Samuel měl pět dětí, z toho tři syny (Samuela Václava, Jana Jiřího a Jindřicha) a dvě dcery (Dorotu, provdanou Kameníkovou, a Ludmilu, provdanou Stříbrskou). Tím se rod rozdělil na více linií. Mezi nejvýznamnější příslušníky rodu dále patřil lékař Jan Bohumil Cejp z Peclinovce.

## Zajímavosti
- Po Martinu Cejpovi byla pojmenována ulice Cejpova v Hradci Králové, Malšovicích.[18]
- Rorátník český z roku 1585 obsahuje podobiznu Martina Cejpa z Peclinovce.[19] Obsahuje je ji rovněž Radoušův graduál.[20]